# Saturnales
Ne doit pas être confondu avec Saturnales (Macrobe).
Les Saturnales (en latin Saturnalia ou Saturnales) sont, durant l'antiquité romaine, des fêtes se déroulant la semaine du solstice d'hiver (soit du 17 au 23 décembre) qui célèbrent le dieu Saturne et sont accompagnées de grandes réjouissances populaires.
Durant cette période, les barrières sociales disparaissent, on organise des repas, échange des cadeaux, offre des figurines aux enfants et on décore  les maisons, avec des plantes vertes, du houx, du gui et du lierre notamment.
D'autres fêtes furent instituées ultérieurement à cette période, dont Noël.

## Origines

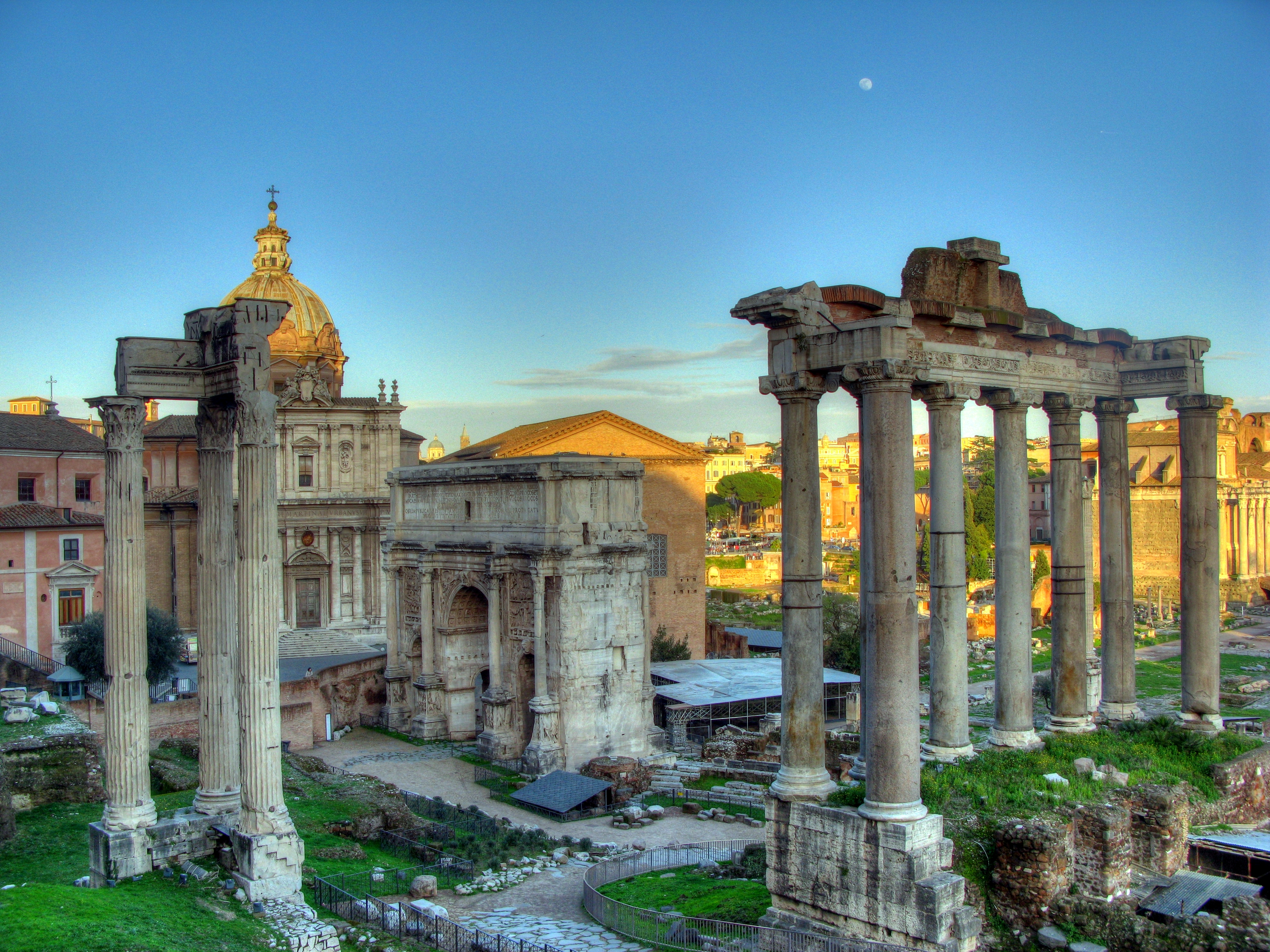
Rome, huit colonnes restantes du Temple de Saturne (à droite).

Macrobe rapporte diverses traditions romaines sur l'origine de cette fête : plusieurs font référence au séjour de Saturne dans le Latium avant la fondation de Rome. Saturne détrôné se serait réfugié en Italie, dans le Latium, où il rassemble les hommes féroces éparpillés dans les montagnes et leur donne des lois. Son règne est un âge d'or, ses paisibles sujets étant gouvernés avec douceur et équité. Les Saturnales contribuent à célébrer la mémoire de cet âge heureux de l'exercice du pouvoir.
Selon Tite-Live, la construction du temple de Saturne sur le forum daterait des Tarquins, et son inauguration aurait eu lieu quelques années après la chute de Tarquin le Superbe, juste au début de la République romaine. La fête des Saturnales aurait été instaurée lors de la dédicace du temple. Pour l'année 217 av. J.-C., Tite-Live mentionne à  nouveau les Saturnales dans l'énumération des sacrifices offerts aux principales divinités pour conjurer les multiples prodiges inquiétants : un sacrifice, un lectisterne et un banquet public sont organisés au temple de Saturne, « on cria par la ville, pendant un jour et une nuit, le cri des Saturnales » et les Saturnales sont  décrétées jour de fête à observer à l'avenir.

## Célébrations

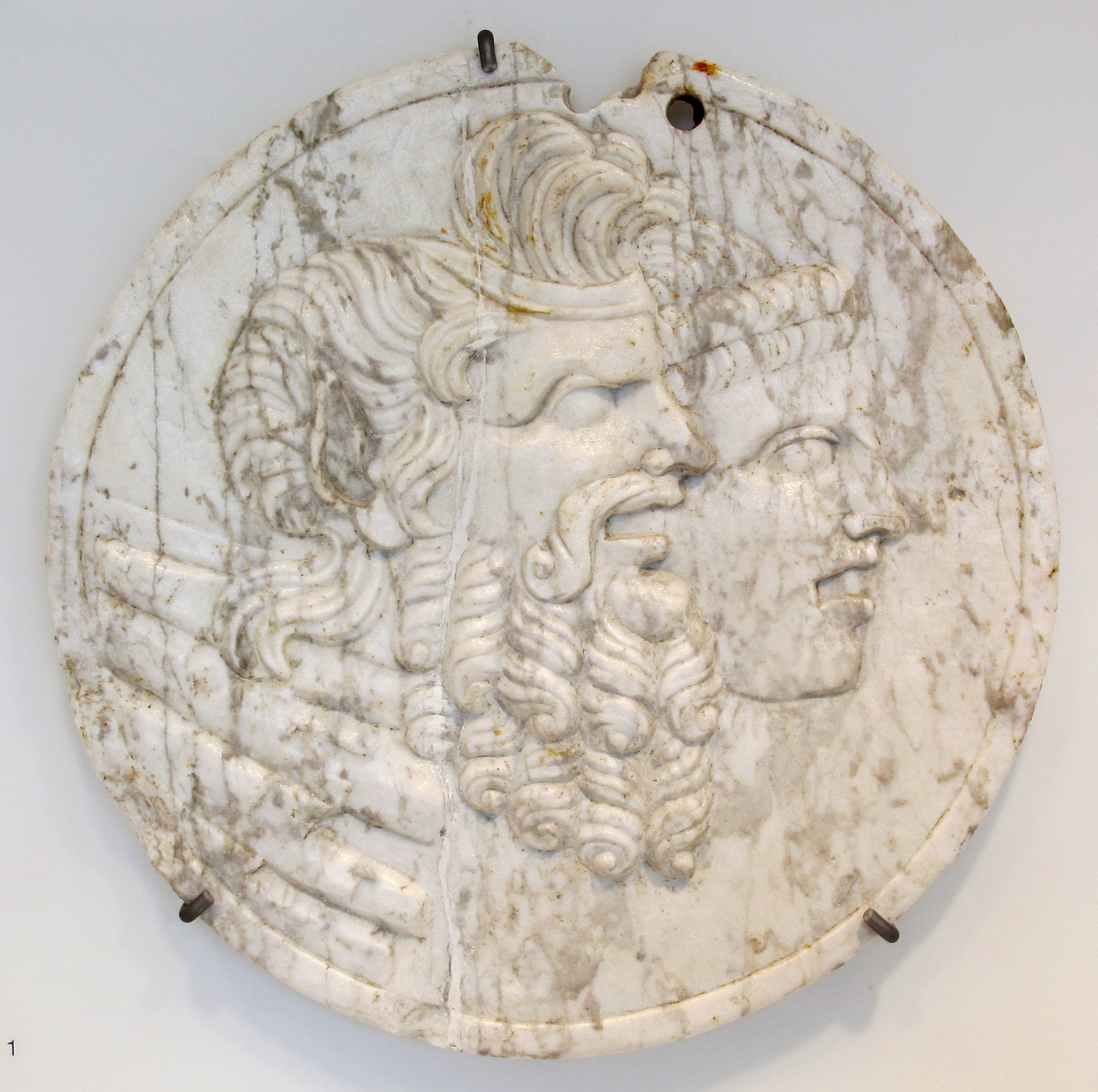
Pendant les Saturnales, les Romains offraient des « oscilla », des effigies de têtes humaines, à la place de vraies têtes humaines, Musée d'art et d'histoire de Genève

Durant cette fête très populaire, l'ordre hiérarchique des hommes et la logique des choses sont inversés de façon parodique et provisoire : l'autorité des maîtres sur les esclaves est suspendue. Ces derniers ont le droit de parler et d'agir sans contrainte, sont libres de critiquer les défauts de leur maître, de jouer contre eux.  Selon l'érudit grec Athénée de Naucratis (IIe et IIIe siècles), « les maîtres régalent leurs serviteurs en assurant eux-mêmes le service ». Les tribunaux et les écoles sont en vacances et les exécutions interdites, le travail cesse. On fabrique et on offre de petits présents (saturnalia et sigillaricia). Des figurines sont suspendues au seuil des maisons et aux chapelles des carrefours. Un marché spécial (sigillaria) a lieu. De somptueux repas sont offerts.
La population se porte en masse vers le mont Aventin. On enlève à la statue du dieu les chaînes portées par lui, depuis que Jupiter a voulu contenir son appétit dévorant en le soumettant au rythme régulier des astres et des jours.

## Calendrier

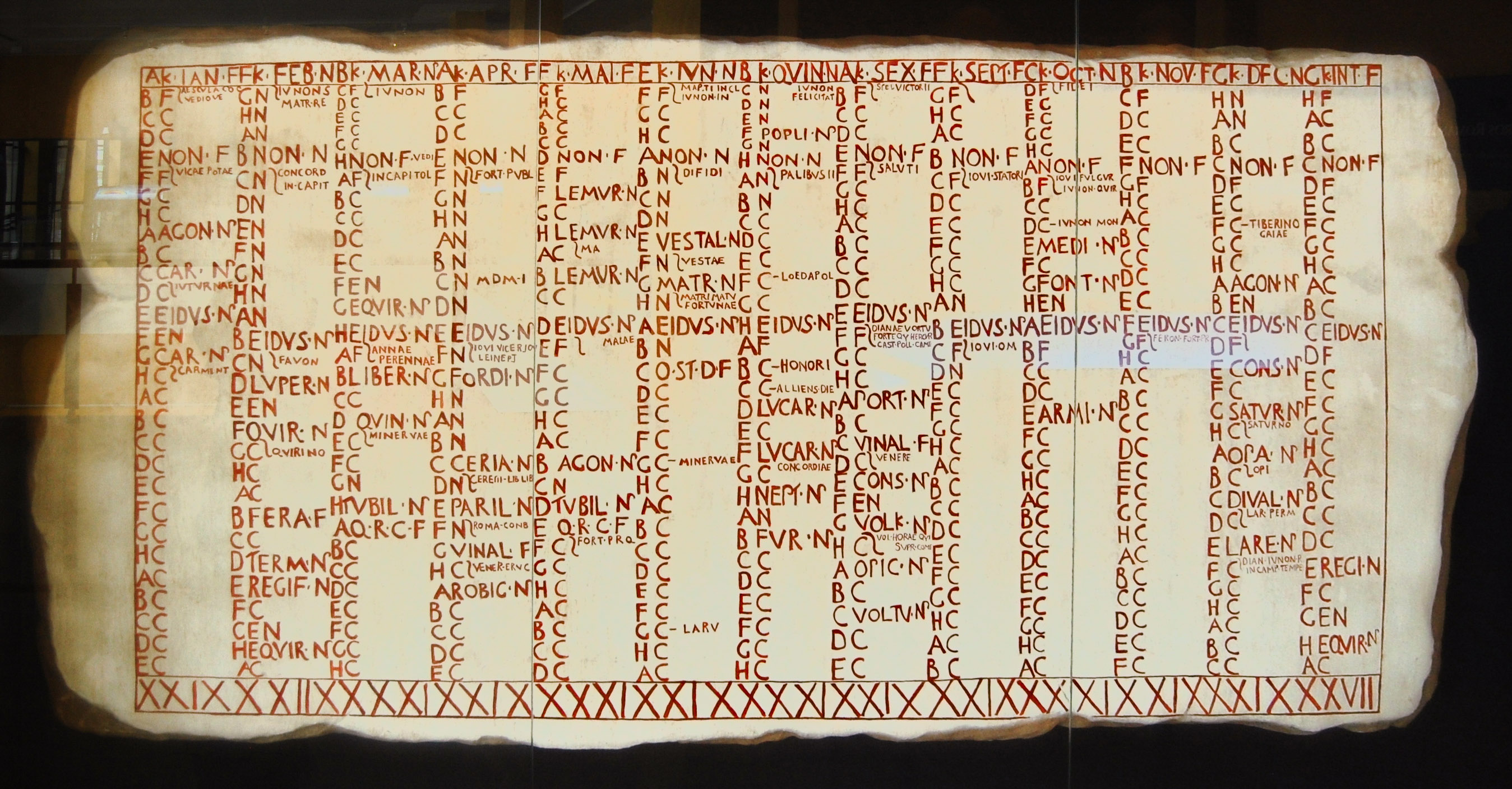
Reproduction du calendrier des Fasti Antiates maiores Les Saturnales sont notées SATUR sur le mois de décembre. Palais Massimo des Thermes.

Varron, écrivain du Ier siècle av. J.-C.,  place les Saturnales en décembre,  et fait suivre trois jours après les Opalia, fête de la déesse de l'Abondance Ops.
Selon Macrobe, d'abord fêtées le 14 avant les calendes de janvier (15 décembre, car le mois de décembre durait 29 jours sous la république romaine), puis le 16 avant les calendes (15 décembre, car le mois de décembre durait 31 jours sous le calendrier julien) et durant trois jours après la réforme du calendrier de Jules César. Une autre fête était célébrée en l'honneur de la déesse Angerona, la déesse tutélaire de Rome, sous Auguste, le 21 décembre.
Selon Macrobe, d'autres fêtes s'intercalèrent dans cette période (quatre jours sous Auguste, puis cinq sous Caligula, elles finissent par durer sept jours sous Dioclétien, du 15 au 21 décembre).
Néanmoins, il semble que Macrobe fasse la confusion avec les fêtes de janvier ; l'empereur Auguste avait proclamé plusieurs fêtes en son honneur pour le mois de IANUARIUS.

## Postérité

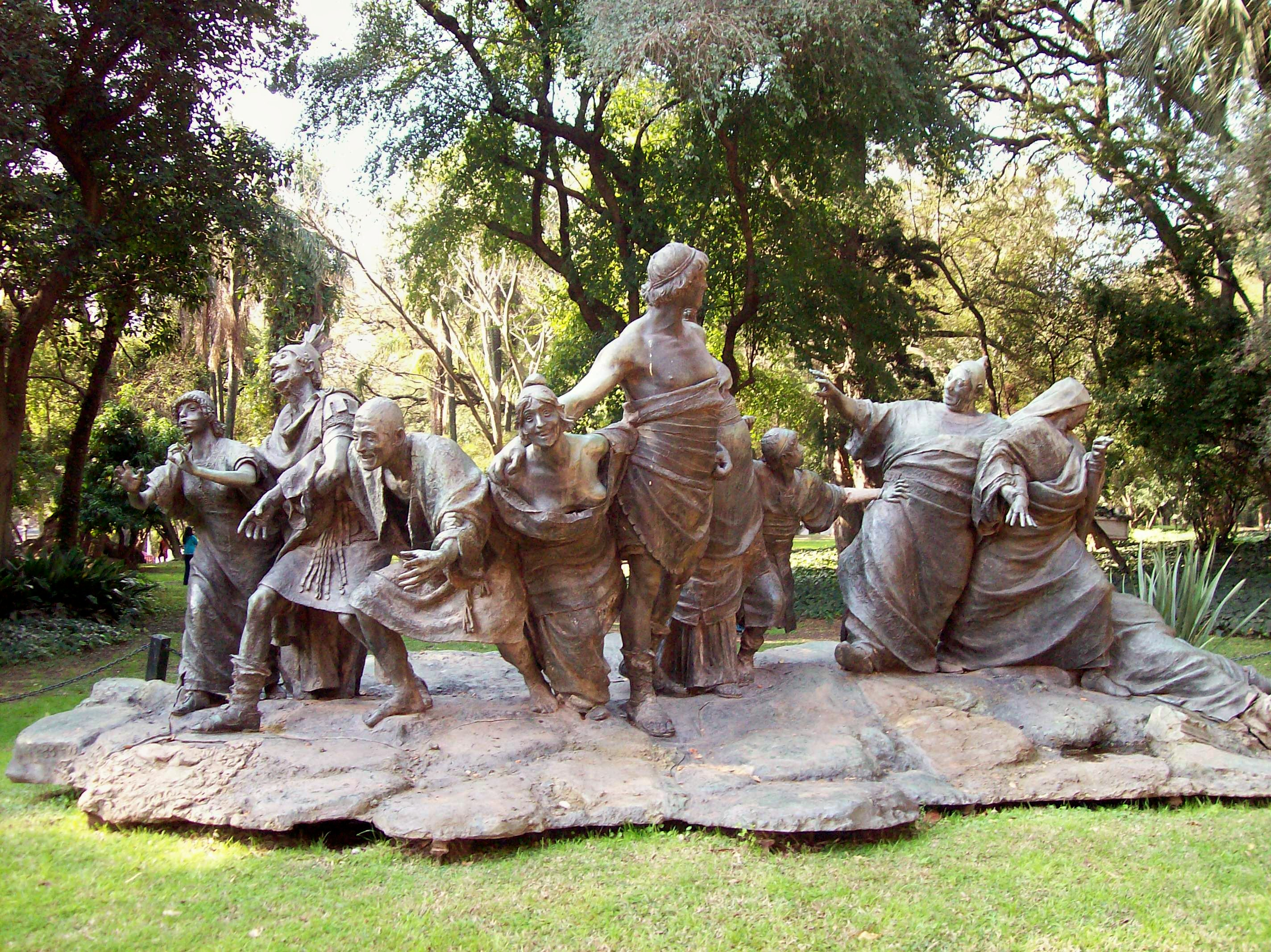
Saturnalia, sculpture de (1905), Jardín Botánico de Buenos Aires.

On dit que les Saturnales ont été en partie l'inspiration de fêtes religieuses ou traditionnelles instituées postérieurement :
- le jour de Noël chrétien reprend la symbolique du solstice d'hiver, soit le thème du Sol invictus (le soleil invaincu) ;
- la galette des rois, laquelle sacrait le « roi » de la fête ;
- la célébration médiévale de la période de Noël, où les jeunes gens élisaient un « Abbé de Liesse » (Abbas Stultorum) ou « Abbé de la Malgouverné », présidant à toutes sortes de comportements transgressifs mais provisoirement tolérés (tradition plus tard déplacée dans le monde anglo-saxon à la période d'Halloween)[9] ;
- les processions et réjouissances de carnaval.

## Autres significations
Par extension, ce terme de Saturnales désigne :
- Saturnales, une œuvre de l'écrivain Macrobe, sous forme d'un dialogue philosophique se déroulant pendant les Saturnales ;
- des fêtes débridées pendant lesquelles tous les excès sont permis ;
- un temps de débordement, de débauche, de licence, de manifestation violente de pouvoir ou de vice.

## Saturnales dans la culture populaire

### Peinture
Les artistes aimaient représenter les fêtes antiques. Citons par exemple : L'Hiver ou Les Saturnales de Antoine-François Callet, John Reinhard Weguelin (en). On peut aussi citer  les Saturnalia d'Ernesto Biondi (en) pour la sculpture.
En 2018-2019, pour les 350 ans de l'Opera National de Paris, le plasticien Claude Lévêque crée une installation in situe nommée Saturnales.

### Films et séries
Dans la série Kaamelott d'Alexandre Astier, au premier épisode de la 5e saison, il est fait mention des saturnales et du lien entre fêtes des saturnales et début de l'hiver.